# いのちの輝き
いのちの輝き（いのちのかがやき）は、2025年日本国際博覧会（以下、万博）のロゴマークにおけるテーマ名、およびそこから派生したキャラクターに対する俗称。日本時間2020年8月25日にロゴマークが発表されるとともにその奇抜なデザインが話題を呼び、数々の創作が行われた。

## ロゴマーク

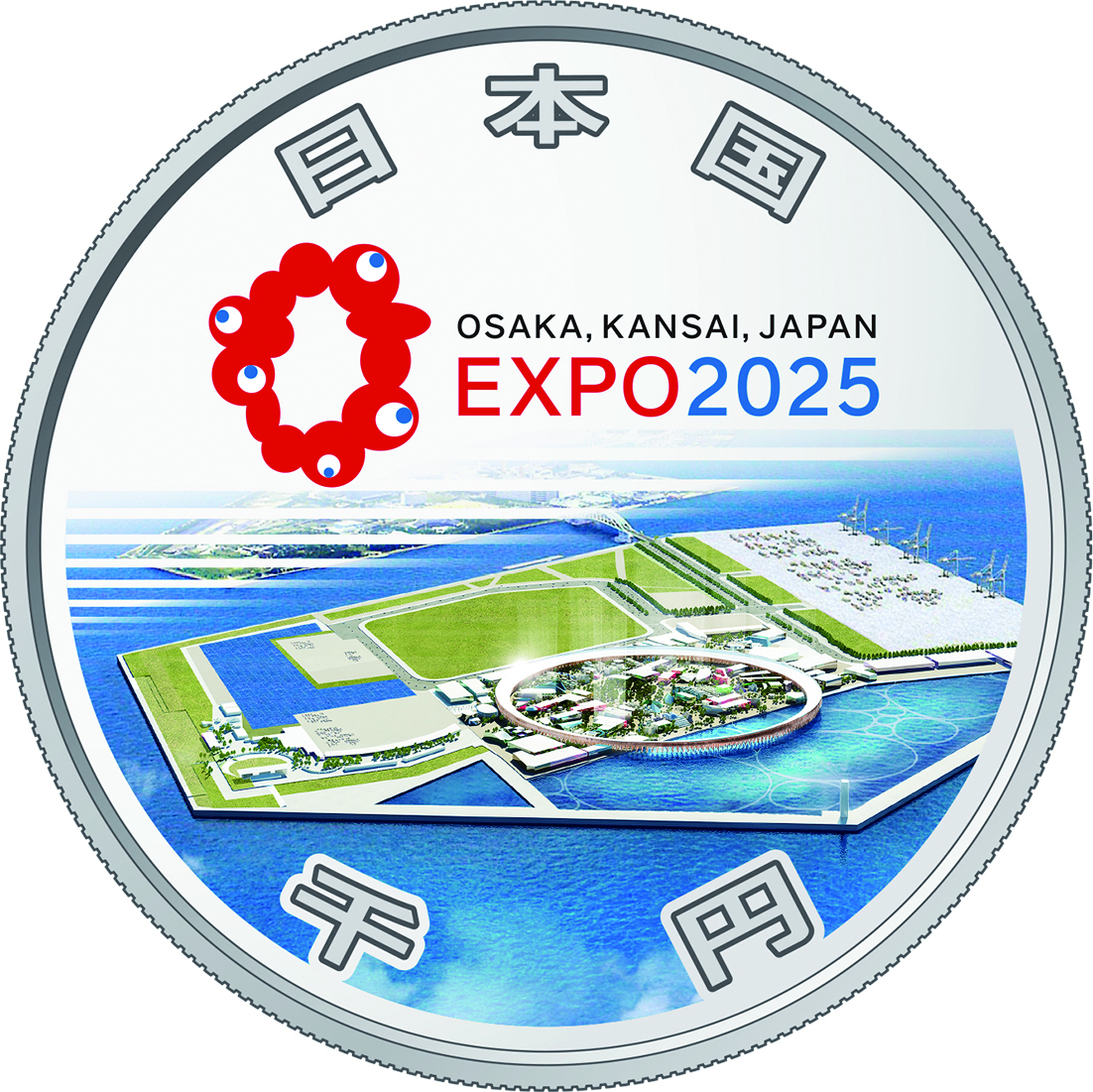
Expo2025記念千円貨幣 いのちの輝きのロゴマークが入っている

細胞のモチーフとなった1970年日本万国博覧会のロゴマーク

いのちの輝きをテーマにTEAM INARI（チーム イナリ）が製作したデザインは、全体を細胞の集合体に見立てて、赤色の円や楕円などを組み合わせて構成するロゴマークで「いのちの輝き」が表現されている。
1970年の日本万国博覧会のロゴマークの一部を細胞核として使用するユーモアと奇抜さが審査員の目に留まり、選出されることとなった。
チーム代表者の シマダ タモツ によると太陽の塔のように衝撃と独創性のあるものを目指して製作されており、「万博の顔になっていくのが最高にうれしい」と述べている。

## 発表までの流れ
日本の大阪府大阪市此花区夢洲で開催される予定の万博のロゴマークは、2019年11月29日から12月15日にかけて一般公募が行われた。最優秀賞受賞者に賞金300万円が贈呈されるという一般公募に対する応募件数は5894件におよぶ。
「いのち輝く未来社会のデザイン」という万博のテーマを重視し、交差・輪・うねりといったデザインで力強さや調和などを表現した作品を漫画家荒木飛呂彦、映画監督河瀨直美や元女子サッカー選手澤穂希、建築家安藤忠雄を中心する選考委員会が候補を5作品まで絞り込んだ。
決定の際、日本を含む186ヶ国で著作権情報や商標登録を調査し、類似した作品が存在しないことが確かめられたこの候補5作品は2020年春に発表予定であったが、新型コロナウイルス感染症の世界的流行に伴って発表を延期。同年8月3日にロゴマーク決定の最終候補5作品が発表される。
同年8月3日から8月11日にかけて一般からの意見が募集された後、新型コロナウイルス感染症の流行以降の世界で万博を彩るものを選びたいという方針の下で選考委員11名のうち8名が チーム イナリ のデザイン案に票を投じ、2020年8月25日に発表された。
2022年3月22日には、同月中に募集された万博の公式キャラクターとしてロゴマークと共通した最終候補のA案、B案、C案が選定。最終的に「「水の都」の要素となる水と結びつき、様々な形になれる」C案が採用。同年7月18日に「ミャクミャク」が愛称として決定された。

## 反響
日本国際博覧会協会がロゴマークの特許を出願し公式グッズも販売予定であることから、非公式グッズの販売は認められていないものの、個人の範疇で楽しむことは容認されている。

### インターネット上
発表直後、ロゴマークは大きく意見が割れることとなった。擬人化絵をはじめイラストも発表から1日も経たないうちに数多く製作され、編み物やパン・サラダなどのグッズや無料ゲームを製作するユーザーも見られた。
ユーザーの間ではミスタードーナツのポン・デ・リングやキャラメルコーン（パッケージ）、『寄生獣』のミギー、『星のカービィ』のクラッコ、神話生物、『沙耶の唄』の肉妖、SCP財団のSCP-066、映画『SF人喰いアメーバの恐怖』などになぞらえるユーザーが多発し、「コロシテくん」などのあだ名も付けられた。
細胞核が眼球として解釈されたことも手伝って、不気味な印象や、むしろ可愛らしい印象を与えるなど、Twitterではロゴマークというよりもキャラクターとして扱われるこの過程で「いのちの輝きくん」という名称が広まりを見せた。

### 著名人
政治家丸山穂高はロゴマークに対して生理的に気持ち悪いと述べ、嫌悪する言葉を並べた。一方で大阪府知事吉村洋文は「噛めば噛むほど味が出る」「脳裏にへばりつくようなロゴ」と高評価し、茂木健一郎も賛否両論あることを踏まえた上で「生命の豊穣と強靭性を象徴するような印象」とコメントし絶賛した。若新雄純も人々を引き留める違和感が巧妙にデザインされていると評価した。
Twitterの大喜利で話題に上ったコンテンツも少なからずロゴマークに反応を示しており、ムックや『メイドインアビス』作者つくしあきひとなどが肯定的な反応を見せている。